# تنت (موسیقی متن)
تنت: موسیقی متن اصلی فیلم (به انگلیسی: Tenet: Original Motion Picture Soundtrack) یک آلبوم موسیقی متن از هنرمند اهل سوئد لودویگ گورانسون برای فیلمی با همین نام (۲۰۲۰) به نویسندگی و کارگردانی کریستوفر نولان است، که در ۳ سپتامبر ۲۰۲۰ توسط واترتاور میوزیک منتشر شد. گورانسون در طول بیماری همه گیر کوئید ۱۹، آهنگسازی آلبوم را در خانه خود ضبط کرد.

## فهرست قطعه‌ها
همهٔ ترانه‌ها توسط لودویگ گورانسون، به جز هشت ترانه که توسط تراویس اسکات و WondaGurl، نوشته شده‌است.
| شماره      | نام                                    | مدت   |
| ---------- | -------------------------------------- | ----- |
| ۱.         | «Rainy Night in Tallinn»               | ۸:۰۱  |
| ۲.         | «Windmills»                            | ۵:۱۶  |
| ۳.         | «Meeting Neil»                         | ۲:۱۶  |
| ۴.         | «Priya»                                | ۳:۲۴  |
| ۵.         | «Betrayal»                             | ۳:۵۶  |
| ۶.         | «Freeport»                             | ۳:۳۹  |
| ۷.         | «747»                                  | ۷:۰۵  |
| ۸.         | «From Mumbai to Amalfi»                | ۴:۲۶  |
| ۹.         | «Foils»                                | ۳:۱۱  |
| ۱۰.        | «Sator»                                | ۲:۵۱  |
| ۱۱.        | «Trucks in Place»                      | ۵:۳۲  |
| ۱۲.        | «Red Room Blue Room»                   | ۳:۲۹  |
| ۱۳.        | «Inversion»                            | ۳:۳۲  |
| ۱۴.        | «Retrieving the Case»                  | ۳:۲۰  |
| ۱۵.        | «The Algorithm»                        | ۵:۵۸  |
| ۱۶.        | «Posterity»                            | ۱۲:۴۲ |
| ۱۷.        | «The Protagonist»                      | ۴:۴۸  |
| ۱۸.        | «The Plan» (performed by Travis Scott) | ۳:۰۵  |
| مجموع مدت: | مجموع مدت:                             | ۸۶:۳۰ |

| قطعه‌های اضافه | قطعه‌های اضافه | قطعه‌های اضافه |
| شماره         | نام           | مدت           |
| ------------- | ------------- | ------------- |
| ۱۹.           | «Fast Cars»   | ۳:۳۵          |
| ۲۰.           | «Turnstile»   | ۶:۱۵          |
| مجموع مدت:    | مجموع مدت:    | ۹۶:۲۰         |